# معدل السقوط

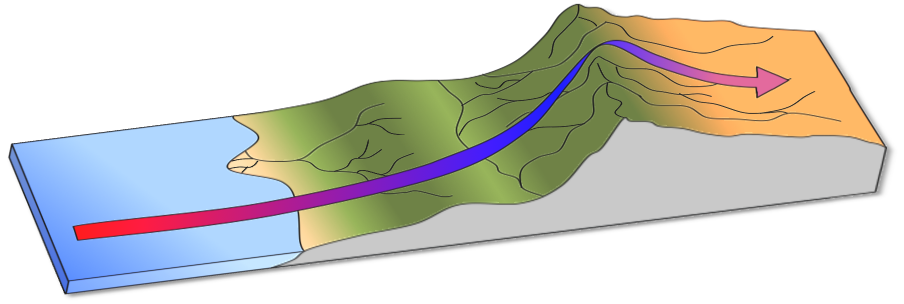

معدل التفاوت أو معدل التدرج الرأسي للحرارة أو معدل السقوط تعرف بأنها التناقص بمتغير الغلاف الجوي مع الارتفاع، هذا المتغيرات درجة الحرارة مالم ينص على خلاف ذلك.

## التعريف
وفق قاموس المصطلحات الأرصاد الجوية يعرف هذا المصطلح:
هو انخفاض في متغير الغلاف الجوي مع الإرتفاع، هذا المتغير هو درجة الحرارة مالم ينص على غير ذلك.
في المنطقة السفلى من الغلاف الجوي (حتى ارتفاع 12 كم ) تتناقص درجة الحرارة مع الارتفاع بشكل منتظم لأن الغلاف الجوي يسخن بسبب تأثير سطح الأرض. يكون انخفاض درجة الحرارة طبيعياً مع زيادة المسافة من المصدر الموصل
على الرغم من أن معدل السقوط للغلاف الجوي الفعلي متغير، لكن في ظل الظروف الطبيعية للغلاف الجوي فإن متوسط معدل السقوط يكون انخفاض بالحرارة مع الارتفاع (6.4 °C / كم).
يتأثر معدل السقوط بنسبة الرطوبة المحتواة في الهواء. فيصل معد السقوط للهواء الجاف إلى حوال 10 درجة مئوية/كم . في حين يصل معدل السقوط للهواء المشبع بـ 5.5 درجة مئوية/كم. على الرغم من أن معدل السقوط الفعلي لا يتبع بدقة هذه المبادئ إلا أنه يوجد نموذج للتنبؤ بمعدل السقوط. تشرح الفروقات في معدل السقوط أسباب تبرد الهواء أثناء تحركه للأعلى وتسخينه اثناء تحركه للأسفل

## التعريف الرياضي
يعرف معدل السقوط بانه النسبة السالبة لتغير درجة الحرارة مع التغير في الارتفاع
{\displaystyle \gamma =-{\frac {dT}{dz}}}
حيث {\displaystyle \gamma } معدل السقوط